# Christine Aschenberg-Dugnus
Christine Aschenberg-Dugnus (nascida a 22 de setembro de 1959) é uma advogada e política alemã do Partido Democrático Liberal (FDP) que serve como membro do Bundestag pelo estado de Schleswig-Holstein desde 2017.

## Carreira política
Nas eleições federais de 2017, Aschenberg-Dugnus voltou ao Bundestag pela segunda vez. Desde então, ela tem servido no Comité de Saúde. Desde março de 2018 é a porta-voz da política de saúde do seu grupo parlamentar. Desde 2019 também é membro da delegação alemã à Assembleia Parlamentar Franco-Alemanha.
Nas negociações para formar a chamada coligação semáforo dos social-democratas (SPD), do Partido Verde e do FDP após as eleições federais de 2021, Aschenberg-Dugnus liderou a delegação do seu partido no grupo de trabalho sobre política de saúde; os seus co-presidentes das outras partes foram Katja Pähle e Maria Klein-Schmeink.

## Outras actividades
- Deutsche Maritime Akademie, membro do Conselho Consultivo[5]

## Posições políticas
Aquando do surgimento da variante SARS-CoV-2 Omicron na Alemanha no final de 2021, Aschenberg-Dugnus foi um dos 22 membros do grupo parlamentar do FDP que debateu contra a introdução de um mandato de vacina COVID-19.